# Сава Лагарија
Сава Лагарија, оберкнез, посланик црквено-народног сабора.
Живео је у селу Блазнави и био оберкнез једног дела Рудничког дистрикта аустријске Краљевине Србије, створене после Пожаревачког мира 1718. У другом делу дистрикта оберкнез је био Јоксим Бошковић из Бранетића. По својој функцији био је задужен да се стара о насељавању ове слабо насељене области и да помаже коморском провизору, који је имао седиште у његовом селу, да прикупља податке о аграрној производњи и наплаћује дажбине од сељака у дистрикту. Старао се о јавној безбедности, а неке сачуване признанице о наплаћеној глоби од кријумчара потврђују да је учествовао и у сузбијању нелегалне трговине. Као представник свог дистрикта, а по овлашћењу старешина села, активно је учествовао у народно-црквеном животу и био посланик на саборима (1726, 1735).